# کورونیا (کوه)
کورونیا (به اسپانیایی: Coruña) یک کوه در پرو است. کورونیا ۵٬۴۵۳ متر بالاتر از سطح دریا واقع شده‌است.